# Ludwig W. Adamec
Ludwig W. Adamec (10. března 1924 Vídeň – 1. ledna 2019 Tucson) byl rakouský badatel zabývající se Blízkým východem a Afghánistánem. Byl emeritním profesorem na Škole blízkovýchodních a severoafrických studií (anglicky School of Middle East and North African Studies) na Arizonské univerzitě. Napsal a editoval řadu knih, včetně opětovného vydání monumentálního Historického a politického místopisného slovníku Afghánistánu.

## Život
Narodil se ve Vídni v roce 1924, jeho otec zemřel, když bylo Adamcovi 5 let. Jeho matka zemřela, když mu bylo 16 let (v roce 1940). Neměl rád nacistickou ideologii a označoval se za „swingujícího kluka“. Po četných útěcích ze sirotčinců a pokusech o překročení hranic do Švýcarska nebo jiné nenacistické země byl zatčen a umístěn do koncentračního tábora Moringen, kde zůstal až do konce druhé světové války.
| „                             | Každých pár dní úředník vyvolával jména vězňů, kteří byli buď propuštěni, nebo deportováni na neznámé místo. Přišla řada na mě a spolu s asi 16 dalšími vězni jsem byl deportován na stanici Westbahnhof. Spoutaní a hlídaní esesáky a dvěma psy nás odvedli do speciálního vlaku s celami o velikosti telefonní budky. V cele bylo čtyři nebo pět mužů. Cestoval do Lince, Prahy, Aše a nakonec do Moringenu. V každém městě jsme byli drženi několik dní, abychom byli rozděleni do nových skupin podle místa určení vězňů. Když nás v Praze odváděli k vlaku, jednomu vězni se podařilo rozepnout si pouta a skočit pod vlak, který zastavil na stanici. Nevím, jestli se mu podařilo uprchnout. | “ |
| — Ludwig W. Adamec: Lifestory | |   |

V roce 1950 opustil Rakousko a po cestách po Evropě, Asii a Africe se v roce 1954 přestěhoval do USA, kde získal doktorát z blízkovýchodních studií. V roce 1967 nastoupil na Arizonskou univerzitu jako vědec zaměřený na blízkovýchodní studia. Vyučoval dějiny Blízkého východu a subsaharské Afriky od roku 500 n. l. do současnosti a nějakou dobu na univerzitě vyučoval také arabštinu a perštinu. V roce 1975 založil na univerzitě Centrum pro Blízký východ a následujících 10 let jej vedl.
V letech 1986–87 vedl afghánskou pobočku Hlasu Ameriky.

## Dílo
- Ludwig W. Adamec: The A to Z of Islam, 2nd Ed (2009), Orient Paperbacks, ISBN 978-81-709454-1-3
- Ludwig W. Adamec: Afghanistan, 1900–1923: A Diplomatic History, Berkeley: University of California Press, 1967.
- Ludwig W. Admec: Afghanistan's Foreign Affairs to the Mid-Twentieth Century: Relations with the USSR, Germany, and Britain, Tucson: University of Arizona Press, 1974.
- Ludwig W. Adamec and Frank A. Clements: Conflict in Afghanistan: An Encyclopedia, Santa Barbara: ABC-CLIO, 2003.
- Ludwig W. Adamec: Historical and political gazetteer of Afghanistan, 6 vols. Graz: Akad. Druck- und Verl.-Anst., 1972–1985.
- Ludwig W. Adamec: Historical dictionary of Afghan wars, revolutions, and insurgencies, Lanham: Rowman & Littlefield, 2nd. ed. 2005.
- Ludwig W. Adamec: Historical Dictionary of Afghanistan, Lanham: The Scarecrow Press, Inc. 3rd ed. 2003.
- Ludwig W. Adamec: Historical Dictionary of Islam, Scarecrow Press, 2nd ed. 2009.